# Šumberk
Šumberk je desni pritok reke Pšata. Izvira v bližini gradu Jablje, kjer je ob njegovi strugi urejen tudi manjši ribnik.